# Percy Knott
Percy Knott (1899 - unknown) là một cầu thủ bóng đá người Anh thi đấu ở Football League cho Stoke.

## Sự nghiệp
Knott sinh ra ở Stoke-upon-Trent và từng thi đấu cho Hartshill White Star trước khi gia nhập Stoke ngay sau Thế chiến thứ I. Ông được sử dụng để dự bị cho Tom Kay, do Kay chấn thương, nên Knott thi đấu 12 trận cuối mùa giải 1920-21 và 15 trận trong mùa giải 1921-22. Ông rời Stoke năm 1922 và gia nhập Queens Park Rangers nơi ông không bao giờ có trận đấu nào. Sau 3 năm Knott có một trận đấu cho Stoke trong mùa giải 1925-26.

## Thống kê sự nghiệp
| Câu lạc bộ          | Mùa giải            | Giải quốc nội       | Giải quốc nội | Giải quốc nội | Cúp FA  | Cúp FA    | Tổng    | Tổng      |
| Câu lạc bộ          | Mùa giải            | Hạng đấu            | Số trận       | Bàn thắng     | Số trận | Bàn thắng | Số trận | Bàn thắng |
| ------------------- | ------------------- | ------------------- | ------------- | ------------- | ------- | --------- | ------- | --------- |
| Stoke               | 1920-21             | Second Division     | 12            | 0             | 0       | 0         | 12      | 0         |
| Stoke               | 1921-22             | Second Division     | 15            | 0             | 2       | 0         | 17      | 0         |
| Stoke               | 1925-26             | Second Division     | 1             | 0             | 0       | 0         | 1       | 0         |
| Tổng cộng sự nghiệp | Tổng cộng sự nghiệp | Tổng cộng sự nghiệp | 28            | 0             | 2       | 0         | 30      | 0         |